# 리코 로드리게스 (배우)
리코 로드리게스(Rico Rodriguez, 1998년 7월 31일 ~ )는 미국의 배우이다.
리코 로드리게스는 2014년 10월 타임지에서 선정한 '2014년 가장 영향력 있는 10대 25명' 중의 한 명으로 뽑혔다.